# 伊拉克獨立高等選舉委員會
独立高级选举委员会（阿拉伯语：‎ ; IHEC ) 是伊拉克的一個选举委员会。选举委员会由一个九名成员组成的委员会领导。其中7名成员有投票权，而且必须是伊拉克公民。另外两名成员是首席选举官和一名由联合国任命的外部专家。
2004年5月，联盟驻伊拉克临时管理当局根据CPA第92号令成立了伊拉克独立选举委员会（IECI），當時它是伊拉克唯一的选举机构。2007年，根据伊拉克国民议会第11（2007）号法律，伊拉克独立选举委员会更名为独立高级选举委员会（IHEC）。